# Peperomia psilostachya
Peperomia psilostachya är en pepparväxtart som beskrevs av C. Dc. och M. Micheli. Peperomia psilostachya ingår i släktet peperomior, och familjen pepparväxter.

## Underarter
Arten delas in i följande underarter:
- P. p. angustifolia
- P. p. glaberrima